# HD 176582
HD 176582，又名BD+39 3602，SAO 67675、HR 7185，是一颗恒星，视星等为6.41，位于銀經69.51，銀緯15.36，其B1900.0坐标为赤經18h 55m 50.2s，赤緯+39° 15.36′ 45″。